# UC-22号潜艇
陛下之UC-22号艇是德意志帝国海军于第一次世界大战期间建造的其中一艘UC-II型近岸布雷潜艇或称U艇。它由汉堡的布洛姆与福斯船厂承建，于1916年2月1日新船下水，至同年6月30日交付使用。其全长49.35米，水面及水下排水量分别为417吨和493吨，艇载武器则包括三具鱼雷发射管、六具水雷滑射槽以及一门88毫米口径甲板炮。UC-22号入役后曾部署至驻奥匈帝国的普拉区舰队，并参与了地中海潜艇战。通过其十五次巡逻，共直接或间接击沉23艘协约国或中立国舰船，累计总吨位为41765吨。战后，根据对德停战协定的要求，UC-22号于1919年2月3日被引渡至英国哈维奇正式投降，后移交法国，至1921年7月在朗代诺拆解报废。

## 设计
1915年秋天，由于中立国美国的干预，U艇战几乎陷入停顿，导致德国广泛开展《国际法》所允许的水雷战，从而使布雷潜艇的需求量相应增加。德意志帝国海军潜艇监察局（Inspektion des U-Bootwesens）的开发部门留意到了这一点，遂以UB-II型为基础，按照兼顾布雷效率和生产速度的要求，以41号工程的名义设计了UC-II型潜艇。为了弥补前型UC-I型的缺陷，UC-II型艇不仅更大，而且采用双轴推进系统。然而，与前型最主要的区别在于，UC-II型艇重新运用了双壳体结构。但它并非纯粹的双体潜艇，而是一种中间过渡型；因为外层没有封闭耐压壳体，而是作为鞍形水柜附在上方。
UC-22号是64艘UC-II型方案的其中一艘。这个亚型的艇体结构与UB-II型类似，但体积更大，全长为49.35米，并有3.06米的吃水深度；由于不再考虑铁路运输的装载限界，舷宽也得以增至5.22米。其水上和水下排水量分别为417吨和493吨。艇只采用两台猛狮六缸四冲程500匹公制馬力（370千瓦特）柴油机用于水面运行，以及两台460匹公制馬力（340千瓦特）的BBC电动发电机用于水下航行；水面最高航速11.6節（21.5每小時），水下7節（13每小時）；能够在水面以7節（13每小時）航速续航9,430海里（17,460），或以4節（7.4每小時）连续在水下航行55海里（102）而无需充电。其潜没需时约为35秒，能够在50米的深度下运作。
作为布雷潜艇，UC-22号改将六具布雷滑射槽安装在艇体前部，每具储存井内的水雷数量增至3枚，即合共18枚UC200型水雷。布雷时只需将存储井底部的盖板打开，水雷便可凭借自身重量滑入水中。随着滑射槽长度增加，艇体艏楼的上层建筑被抬高，上层建筑与司令塔之间的凹陷处布置了一门88毫米30倍径速射炮作为甲板炮。但由于位置相对较低，火炮甲板在恶劣海况下很容易被涌浪淹没。此外，UC-22号还装备有三具500毫米鱼雷发射管，这极大提升了潜艇的攻击能力。其中艇艏两具外置在两侧、艇艉一具则为内置式，并可搭载合共7枚G6型鱼雷。其标准船员编制为3名军官及23名水兵。

## 历史
UC-22号是汉堡布洛姆与福斯船厂承建的首批（UC-16至UC-24号）UC-II型潜艇的七号艇，由国家海军办公室于1915年8月29日订购，建造编号为272。它于1916年2月1日新船下水，至同年6月30日交付使用。翌日，UC-22号在曾执掌UB-14和UB-15号的功勋艇长、海军中尉海诺·冯·海姆堡的指挥下正式入役，随即在基尔展开海试。完成海试后，该艇于1916年9月22日从黑尔戈兰岛出发前往地中海，至10月12抵达奥匈帝国军港卡塔罗，成为第一艘加入普拉区舰队（后改称地中海区舰队）的UC-II型潜艇。
在两年多的地中海役期中，UC-22号参与了地中海潜艇战，曾分别于马耳他、意大利的布林迪西、克罗托内、加里波利、突尼斯的卡本半岛、穆斯塔法角、阿尔巴尼亚的发罗拉、希腊的凯阿岛、泰米亚岛、米洛斯岛以及埃及的亚历山大港等地附近海域完成十五次巡逻，合共击沉20艘容积总吨累计为38141吨的协约国或中立国商船，以及1艘排水量为414吨的法国军舰。其中，体积最大的受害者是注册吨位为6373吨的法国轮船波利尼西亚人号（Polynésien）；它于1918年8月10日从比塞大驶往萨洛尼卡途中，在距瓦莱塔格兰德港对开约7海里（13）处遭鱼雷击沉。法国海军潜艇阿里亚纳号则是唯一遇难的军舰，它于1917年6月19日在卡本半岛以北约1.5海里（2.8）处遭海姆堡发射的两枚鱼雷击沉，艇内21名官兵全数阵亡。
1918年10月，随着奥匈帝国解体并退出战争，地中海区舰队的所有适航潜艇都必须突破封锁遣回德国，以免落入敌手。UC-22号成为最后一批返程的德国U艇之一，于10月29日从普拉出发，至1918年11月29日才抵达基尔，彼时战争已经结束。根据对德停战协定的要求，UC-22号于1919年2月3日被引渡至英国哈维奇正式向协约国投降，后移交法国，至1921年7月在朗代诺拆解报废。

## 袭击历史摘要
| 日期           | 船名                    | 船籍         | 吨位 | 结局 |
| -------------- | ----------------------- | ------------ | ---- | ---- |
| 1916年9月28日  | 埃玛号                  | 俄罗斯帝国   | 279  | 击沉 |
| 1916年11月29日 | 卢西斯顿号              | 英国         | 2948 | 击沉 |
| 1916年12月1日  | 布康比号                | 英国         | 3516 | 击沉 |
| 1916年12月4日  | 阿尔及利亚号            | 法國         | 4035 | 击沉 |
| 1916年12月28日 | 奥龙赛号                | 英国         | 3761 | 击沉 |
| 1916年12月30日 | 阿普斯利霍尔号          | 英国         | 3882 | 击沉 |
| 1917年1月1日   | 贝克雷格号              | 英国         | 3761 | 击沉 |
| 1917年2月27日  | 贝洛拉多号              | 英国         | 4649 | 击伤 |
| 1917年4月3日   | 克劳顿号                | 英国         | 4221 | 击伤 |
| 1917年4月3日   | 奥伯龙号                | 英国         | 5142 | 击伤 |
| 1917年4月5日   | 阿基亚号                | 希腊         | 20   | 击沉 |
| 1917年4月5日   | 福音号                  | 希腊         | 29   | 击沉 |
| 1917年4月5日   | 基里奥蒂斯号            | 希腊         | 19   | 击沉 |
| 1917年6月17日  | 阿基奥斯·乔治斯号       | 希腊         | 16   | 击沉 |
| 1917年6月20日  | 阿里亚纳号              | 法国海军     | 414  | 击沉 |
| 1917年7月31日  | 女王号                  | 希腊         | 70   | 击沉 |
| 1917年8月3日   | 圣尼古拉号              | 義大利王國   | 30   | 击沉 |
| 1917年8月14日  | 尤莉塔号                | 西班牙       | 641  | 击沉 |
| 1917年8月22日  | 戈洛二号                | 法国海军     | 1380 | 击沉 |
| 1918年1月20日  | 鲁汶号                  | 英國皇家海軍 | 1830 | 击沉 |
| 1918年1月25日  | 阿基奥斯·迪米特里奥斯号 | 希腊         | 50   | 击沉 |
| 1918年4月16日  | 罗马尼亚号              | 義大利王國   | 2562 | 击沉 |
| 1918年6月13日  | 奥克托号                | 挪威         | 1620 | 击沉 |
| 1918年8月9日   | 吉罗拉莫·乔里诺号       | 義大利王國   | 58   | 击沉 |
| 1918年8月10日  | 波利尼西亚人号          | 法國         | 6373 | 击沉 |
| 1918年8月27日  | 彭巴号                  | 法國         | 4471 | 击沉 |

## 脚注
1. 1 2 3  Helgason, Guðmundur. . German and Austrian U-boats of World War I - Kaiserliche Marine - Uboat.net.   [2009-02-22].
2. ↑  Tarrant，第173頁.
3. 1 2 3  Gröner 1991，第31-32頁.
4. 1 2  Helgason, Guðmundur. . German and Austrian U-boats of World War I - Kaiserliche Marine - Uboat.net.   [2015-02-15].
5. ↑  Helgason, Guðmundur. . German and Austrian U-boats of World War I - Kaiserliche Marine - Uboat.net.   [2015-02-15].
6. ↑  Helgason, Guðmundur. . German and Austrian U-boats of World War I - Kaiserliche Marine - Uboat.net.   [2015-02-15].
7. ↑  Helgason, Guðmundur. . German and Austrian U-boats of World War I - Kaiserliche Marine - Uboat.net.   [2015-02-15].
8. ↑  陈进，第48頁.
9. ↑  陈进，第46頁.
10. 1 2 3  NARS，第99頁.
11. 1 2  Helgason, Guðmundur. . German and Austrian U-boats of World War I - Kaiserliche Marine - Uboat.net.   [2015-02-15].
12. ↑  Helgason, Guðmundur. . German and Austrian U-boats of World War I - Kaiserliche Marine - Uboat.net.   [2022-08-10].
13. ↑  Helgason, Guðmundur. . German and Austrian U-boats of World War I - Kaiserliche Marine - Uboat.net.   [2022-08-10].
14. ↑  Dodson & Cant，第131頁.